# Tim (Kursk)
Tim (ruso: Тим) es un asentamiento de tipo urbano de Rusia, capital del raión homónimo en la óblast de Kursk.
En 2021, el asentamiento tenía una población de 3070 habitantes. En su territorio no hay pedanías.
Se ubica unos 60 km al este de la capital regional Kursk, al sur de la carretera R298 que une Kursk con Vorónezh. La R298 se cruza aquí con la carretera que une Shchigrý con la conurbación Gubkin-Stari Oskol. Junto con tres pueblos llamados "Vygornoye", Tim forma una conurbación de unos cinco mil habitantes, en la que vive la mitad de la población del raión.

## Historia
Tiene su origen en una antigua vólost llamada "Vygornoye", cuyo topónimo se conserva en los tres pueblos con los que forma conurbación. En el entorno del antiguo pueblo de Vygornoye, Catalina II decidió en 1779 fijar la sede de un uyezd, lo que implicó la fundación de una ciudad aquí con fines administrativos. La nueva ciudad recibió su topónimo en referencia al río Tim y el uyezd se integró en la gobernación de Kursk. En el momento de la fundación del uyezd, Tim era una pequeña localidad sin industria, que destacaba en su entorno únicamente por tener mercado y dos ferias anuales; sin embargo, a lo largo del siglo XIX se fue desarrollando hasta superar los nueve mil habitantes en la década de 1910.
En 1919, la ciudad resultó gravemente dañada en la campaña lanzada por Antón Denikin para extender Rusia del Sur hasta Moscú, con continuos combates dentro de la propia ciudad contra los bolcheviques. Como consecuencia de ello, Tim quedó reducida a una localidad de unos tres mil habitantes y nunca llegaría a recuperar la importancia que había llegado a tener. La Unión Soviética la reclasificó como localidad rural en 1926, hasta que en 1938 le dio el estatus de asentamiento de tipo urbano.